# Night Shift (videojuego)
Night Shift es un videojuego desarrollado por la compañía americana Lucasfilm Games en 1990, compañía que luego pasó a denominarse Lucas Arts. El videojuego resultó una parodia de la propia empresa de George Lucas, Industrial Light and Magic (ILM), en donde el protagonista, Fred Fixit, trabaja como operario durante el turno de noche —como el mismo título del videojuego indica— en una empresa de fabricación de juguetes llamada Industrial Might and Logic, compañía destinada a la fabricación de muñecos de la saga de Star Wars y demás merchandising relacionado con las empresas de George Lucas. El objetivo del juego es garantizar que la fábrica esté permanentemente en marcha durante toda la noche.

## Desarrollo
Night Shift fue una nueva apuesta de la compañía de Lucas por los arcades, género que habían relegado a segundo plano en pos del éxito masivo de sus aventuras gráficas, tales como Maniac Mansion o  Indiana Jones and the Last Crusade: The Graphic Adventure.
El videojuego se inspiró en la película muda dirigida por Charles Chaplin en 1936, Tiempos modernos, y parodia el merchandising derivado del fenómeno Star Wars y demás creaciones de la misma compañía. La fábrica del juego se llamó Industrial Might and Logic, anagrama irónico de Industrial Light and Magic, empresa fundada por George Lucas para crear los efectos visuales del primer episodio de La guerra de las galaxias.
Uno de creadores de Night Shift, Chris Gibbs, era un amante de la ingeniería y diseñó el videojuego de tal manera que el usuario debía mantener activa la gran máquina —apodada como La bestia— reajustándola durante toda la partida. Cada nivel era más difícil que el anterior, la máquina se desajustaba cada vez más a menudo y el protagonista del juego, el Sr. Fixit, controlado por el usuario, debía procurar un número determinado de muñecos fabricados a la finalización de cada nivel. 
Se añadió un personaje jugable femenino al videojuego, Fiona Fixit, así como un manual del empleado en la caja inspirado en los de Infocom.